# Maomé Axeique Açaguir
Maomé Axeique/Axeque Açaguir (em árabe: محمد الشيخ الأصغر السعدي; romaniz.: Muhammad ax-Xaikh as-Sagir; em francês: Mohammed ech-Cheikh es-Seghir), foi um rei de Marrocos da  Dinastia Saadi, reinou entre 1636 e 1654. Foi antecedido no trono por Alualide ibne Zidane, e foi seguido no trono por Amade Alabás.